# 蓋伊鎮區 (愛荷華州泰勒縣)
蓋伊鎮區（英語：Gay Township）是位於美國愛荷華州泰勒縣的一個行政鎮區。

## 地方資料
根據2010年美國人口普查的數據，蓋伊鎮區的面積為92.93平方千米，當中陸地面積為92.34平方千米，而水域面積為0.59平方千米。當地共有人口80人，而人口密度為每平方千米0.86人。